# Piccoli fuochi
Pour plus de détails, voir Fiche technique et Distribution.
Piccoli fuochi est un film italien réalisé par Peter Del Monte, sorti en 1985.

## Fiche technique
- Titre : Piccoli fuochi
- Réalisation : Peter Del Monte
- Scénario : Peter Del Monte et Giovanni Pascutto
- Photographie : Tonino Nardi
- Montage : Anna Rosa Napoli
- Musique : Riccardo Zappa
- Pays d'origine : Italie
- Genre : drame
- Date de sortie : 1985

## Distribution
- Dino Jaksic : Tommaso
- Valeria Golino : Mara
- Carlotta Wittig : Ada
- Mario Garriba : Leo
- Ulisse Minervini : Franci
- Daniela Giordano
- Fabio Garriba